# Il custode dell'uomo
Il custode dell'uomo (The Memory of Earth) è un romanzo di fantascienza del 1993 dello scrittore statunitense Orson Scott Card. Costituisce il primo libro della Homecoming Saga. 

## Trama
L'umanità ha vissuto in pace per 40 milioni di anni su un pianeta chiamato Armonia, dopo aver lasciato la Terra distrutta da una guerra. Per cercare di non ripetere gli errori commessi viene messo a punto un supercomputer senziente chiamato Supremo, cui viene affidato il compito di vigilare sul genere umano.
Compito principale del Supremo è quello di prevenire che il genere umano possa sviluppare nuovamente armi di distruzione di massa che possano causare una nuova apocalisse, gli umani sono stati modificati geneticamente per poter comunicare con il Supremo. L'entità cibernetica utilizza questa connessione per distrarre gli umani, manipolando il loro pensiero ogni volta che esso si avvicina ad un concetto che possa ricostruire le armi proibite.
Dopo milioni di anni il Supremo si rende conto di aver commesso degli errori nella gestione dei pensieri umani, ed inizia a pensare che potrebbe non essere più in grado di svolgere la propria funzione. Per questo il computer decide di mettere in piedi una spedizione verso la Terra, nella speranza di trovare un sistema che gli permetta di mantenere il suo controllo sull'umanità, ma per farlo deve reclutare un team di umani e fidarsi di loro.

## Edizioni
- Orson Scott Card, Il custode dell'uomo, traduzione di Gianluigi Zuddas, Cosmo Oro n. 143, Editrice Nord, 1995,  p. 281, ISBN 8842908118.